# Marian Kalwary
Marian Kalwary (ur. 26 października 1930 w Warszawie, zm. 21 maja 2024) – polski działacz społeczności żydowskiej, prezes Stowarzyszenia Żydów Kombatantów i Poszkodowanych w II Wojnie Światowej (2019–2024).

## Życiorys
Urodził się w Warszawie, w zasymilowanej rodzinie żydowskiej. Jego matka Tercja-Mira (Teresa) z domu Wajselfisz była lekarzem dentystą. Ojciec, Samuel Kalwary z wykształcenia był technikiem mechanikiem, ale pracował jako technik dentystyczny w gabinecie swojej żony. Marian Kalwary miał też o 8 lat starszą siostrę, Ryszardę.
Podczas okupacji niemieckiej przebywał w getcie warszawskim oraz w getcie w Wołominie. Następnie ukrywał się w Wieliszewie i Sędziszowie Kieleckim. Po wojnie przebywał w Domu Dziecka Żydowskiego w Falenicy-Zatrzebiu. W przyspieszonym trybie, wraz z innymi wychowankami z Domu Dziecka, ukończył gimnazjum w Falenicy, uzyskując tzw. małą maturę. Na jesieni 1947 roku wrócił do Warszawy i podjął naukę w liceum, a w 1949 uzyskał maturę.
W 1954 roku ukończył studia w Państwowej Wyższej Szkole Filmowej w Łodzi i pracował przy realizacji krótkometrażowych filmów oświatowych i naukowych.
Od 1997 roku działał na rzecz społeczności żydowskiej w Polsce. Był członkiem Stowarzyszenia Dzieci Holocaustu, w ramach którego sprawował między innymi funkcję skarbnika i wiceprzewodniczącego. W 2013 roku zaangażował się w starania o uzyskanie świadczeń emerytalnych w niemieckim systemie ubezpieczeniowym dla Żydów, obywateli polskich, którzy przebywali i pracowali w gettach. Działalność ta przyczyniła się między innymi do zawarcia w 2014 roku polsko-niemieckiej umowy o eksporcie szczególnych świadczeń dla osób uprawnionych, które zamieszkują na terytorium Rzeczypospolitej Polskiej. Od 2019 do śmierci w 2024 piastował funkcję prezesa Stowarzyszenia Żydów Kombatantów i Poszkodowanych w II Wojnie Światowej. Działał też w Związku Gmin Wyznaniowych Żydowskich w Rzeczypospolitej Polskiej.
Zmarł 21 maja 2024, pochowany 7 czerwca 2024 na cmentarzu Północnym w Warszawie (kwatera E-III-6-1-11).

## Wybrane odznaczenia
- Krzyż Zasługi na Wstędze Orderu Zasługi Republiki Federalnej Niemiec (2017)[7]
- Medal Stulecia Odzyskanej Niepodległości (2018)[8]
- Medal „Powstanie w Getcie Warszawskim” (2023)[3]